# Wilhelm Jelinek (Anarchist)
Wilhelm „Willi“ Jelinek (* 25. Dezember 1889 in Ludwigsdorf; † 24. März 1952 im Zuchthaus Bautzen) war ein deutscher Metallarbeiter, Autor, Betriebsratsvorsitzender und Vertreter des Anarchosyndikalismus.

## Wirken
Nach dem Ersten Weltkrieg organisierten sich in Deutschland zeitweilig mehr als 150.000 Menschen in der anarchosyndikalistischen und anarchistischen Bewegung. Jelinek beteiligte sich bei der Zeitschrift „Proletarischer Zeitgeist“ als Autor und als Kontaktadresse. Diese „von Arbeitern für Arbeiter geschriebene Zeitung“ (Untertitel) stand anfangs der Allgemeine Arbeiter-Union – Einheitsorganisation (AAU–E) nahe, wandte sich jedoch später von der rätekommunistischen Ausrichtung der AAUE ab.
Ab 1933 und nach 1945 hatten es die Anarchisten schwer, ihre Weltanschauung in Wort und Schrift zu verbreiten. Jelinek spielte eine wichtige Rolle als Anarchosyndikalist unmittelbar nach der Machtergreifung 1933 durch die Nationalsozialisten und auch 1945 nach Ende des Zweiten Weltkrieges.
1933 kamen verschiedene anarchistische Aktivisten in Schutzhaft, so unter anderem Jelinek, Marie Meier und Martin Küchler. Ein Jahr später wurde eine Gruppe aus dem Umfeld der freiheitlichen Sozialisten in Hagen verhaftet. Martin Küchler wurde mit seiner Ehefrau wegen des Hörens von Feindsendern verurteilt.
Wilhelm Jelinek organisierte zusammen mit anderen Anarchisten und Anarchosyndikalisten 1945 in der Sowjetischen Besatzungszone (SBZ) einen Treffpunkt für freiheitliche Sozialisten, genannt die „Zwickauer Richtung“. In jener Zeit gab er das Rundschreiben Zwickau heraus, das später von Willy Huppertz fortgeführt wurde. Frühere Mitglieder der Anarchistischen Föderation (AF), unter anderem Fritz Heller, beteiligten sich bei der Informationsstelle und dem Rundschreiben. „In Zwickau wurde, so unglaublich es klingt, eine Informationsstelle des gesamtdeutschen Anarchismus gebildet. Sie berief Mitte 1948 nach Leipzig eine geheime Konferenz aller unter sowjetischer Besatzungsmacht lebenden Antiautoritären verschiedener Richtungen ein“. Zwischen 1945 und 1948 waren anarchistische Gruppen in der SBZ so gut organisiert, dass sie westdeutschen Anarchisten unter anderem finanzielle Hilfe bieten konnten.
Im November 1948 wurde ein Treffen in Leipzig für libertäre Gruppen organisiert. Jelinek, der die Konferenz mit geplant hatte, wurde, wie alle anderen Teilnehmer, am 10. November von Angehörigen der Abteilung K 5 der Deutschen Volkspolizei sowie der sowjetischen Geheimpolizei MGB verhaftet. Ein sowjetisches Militärtribunal verurteilte ihn am 26. Februar 1949 wegen „antisowjetischer Agitation“ und „illegaler Gruppenbildung“ zu einer Freiheitsstrafe von 25 Jahren. Zur Strafverbüßung kam Jelinek in das sowjetische Speziallager Nr. 4 in Bautzen, das 1950 vom Ministerium des Innern der DDR als Zuchthaus übernommen wurde.
Unter bislang ungeklärten Umständen starb Wilhelm Jelinek 1952 im Zuchthaus Bautzen. Seine Mitstreiter sprachen von „politischem Mord“.

## Weiterführende Literatur
Bücher
- Günter Bartsch: Anarchismus in Deutschland. 1945–1965. Band 1: Kapitel Von Zwickau gegen Ulbricht. Fackelträger Verlag, Hannover 1972, ISBN 3-7716-1331-0.
- Karl Wilhelm Fricke, Peter Steinbach, Johannes Tuchel: Opposition und Widerstand in der DDR. S. 50, über W. Jelinek. Verlag C.H. Beck, 2002, ISBN 3-406-47619-8.
- Andreas Hilger, Ute Schmidt, Mike Schmeitzner (Hrsg.): Sowjetische Militärtribunale. Die Verurteilung deutscher Zivilisten 1945-1955. Band 2: Schriften des Hannah-Arendt-Institut für Totalitarismusforschung, Köln 2003, ISBN 3-412-06801-2.
- Michael Kubina: Von Utopie, Widerstand und Kaltem Krieg. Das unzeitgemäße Leben des Berliner Rätekommunisten Alfred Weiland (1906-1978). Band 1, „Diktatur und Widerstand.“ S. 261. Lit Verlag, Hamburg 2001, ISBN 3-8258-5361-6.

Zeitschriften
- Andreas Graf, Knut Bergbauer: Genossen, den Weg weisen müssen wir. Antiautoritäre Arbeiterbewegung in der SBZ: Wilhelm „Willi“ Jelinek und der Zwickauer Kreis. In: Direkte Aktion. Nr. 157, 2003.
- Jonnie Schlichting: Willi Jelinek und der Anarchismus in der SBZ 1945–1948. In: Direkte Aktion. Nr. 78, 1989, S. 10.